# Wereldkampioenschappen openwaterzwemmen 2013 - 25 kilometer mannen
De 25 kilometer openwaterzwemmen voor mannen tijdens de wereldkampioenschappen openwaterzwemmen 2013 vond plaats op 26 juli 2013 in het Moll de la Fusta in Barcelona.

## Uitslag
| Rang   | Naam                  | Land             | Tijd      |
| ------ | --------------------- | ---------------- | --------- |
| Goud   | Thomas Lurz           | Duitsland        | 4:47:27.0 |
| Zilver | Brian Ryckeman        | België           | 4:47:27.4 |
| Brons  | Jevgeni Dratsjev      | Rusland          | 4:47:28.1 |
| 4      | Alex Meyer            | Verenigde Staten | 4:47:28.2 |
| 5      | Allan do Carmo        | Brazilië         | 4:47:30.1 |
| 6      | Spyridon Gianniotis   | Griekenland      | 4:47:31.3 |
| 7      | Simone Ruffini        | Italië           | 4:47:42.7 |
| 8      | Guillermo Bertola     | Argentinië       | 4:47:44.8 |
| 9      | Philippe Guertin      | Canada           | 4:48:46.8 |
| 10     | Jan Pošmourný         | Tsjechië         | 4:48:53.4 |
| 11     | Shahar Resman         | Israël           | 4:48:53.5 |
| 12     | Bertrand Venturi      | Frankrijk        | 4:48:58.3 |
| 13     | Gergely Gyurta        | Hongarije        | 4:49:03.9 |
| 14     | Jordan Wilimovsky     | Verenigde Staten | 4:49:11.1 |
| 15     | Diogo Villarinho      | Brazilië         | 4:50:31.3 |
| 16     | Luis Bolanos          | Venezuela        | 4:50:52.7 |
| 17     | Antonios Fokaidis     | Griekenland      | 4:50:55.1 |
| 18     | Phillip Ryan          | Nieuw-Zeeland    | 4:50:57.2 |
| 19     | Rhys Mainstone-Hodson | Australië        | 4:51:08.2 |
| 20     | Axel Reymond          | Frankrijk        | 4:53:47.2 |
| 21     | Valerio Cleri         | Italië           | 4:55:16.5 |
| 22     | Libor Smolka          | Tsjechië         | 4:58:13.7 |
| 23     | Vladimir Djatsjin     | Rusland          | 4:58:18.0 |
| 24     | Vitali Choedjakov     | Kazachstan       | 4:58:18.1 |
| 25     | Martín Carrizo        | Argentinië       | 5:01:43.1 |
| 26     | Richard Weinberger    | Canada           | 5:02:32.6 |
| 27     | Arseniy Lavrentyev    | Portugal         | 5:03:12.8 |
| 28     | Troyden Prinsloo      | Zuid-Afrika      | 5:03:19.8 |
| 29     | Weng Jingwei          | China            | 5:04:02.5 |
| 30     | Saleh Mohammad        | Syrië            | 5:04:03.6 |
| 31     | Badr Chebchoub        | Tunesië          | 5:33:07.2 |
| 32     | Abdelrahman Esam      | Egypte           | 5:33:35.7 |
|        | Christian Reichert    | Duitsland        | DNF       |
|        | Han Lidu              | China            | DNF       |
|        | Igor Tsjervynskyi     | Oekraïne         | DNF       |